# Cetatea Zânelor
Cetatea Zânelor este o davă dacică situată pe un vârf montan în apropierea orașului Covasna.

## Istoric
Cetatea Zânelor este una dintre cele mai mari și mai bine conservate cetăți dacice dinafara Munților Orăștiei. Fortificațiile și modul de amenajare a teraselor reprezintă un unicat pe teritoriul dacilor. Istoria acesteia se întinde pe aproape trei secole, fiind construită pe parcursul secolului al II-lea î.Hr., distrusă probabil în vremea lui Burebista, reconstruită apoi grandios la sfârșitul sec. I î.Hr. și incendiată și dărâmată în momentul cuceririi romane a Daciei. Impresionantă atât prin amplasare, cât și prin vestigiile păstrate, cetatea a intrat în tradiția locală, inspirând legende cu zâne și comori ascunse. A fost cercetată sumar în secolele trecute, dar a reintrat în atenția specialiștilor în urma unei furtuni teribile din toamna anului 1995, când copacii smulși din rădăcini au dezvelit părți din cetate. Cercetările arheologice sistematice au început în anul 1998.

## 
1. ↑  „"The Fairies' Fortress", Covasna county”. www.cimec.ro. Accesat în 15 octombrie 2012.
2. 1 2 3 4 5 6  Citare goală (ajutor)
3. ↑  „Cetatea Zânelor”. Arhivat din original la 14 martie 2010. Accesat în 28 mai 2010.